# Tradição judaico-cristã

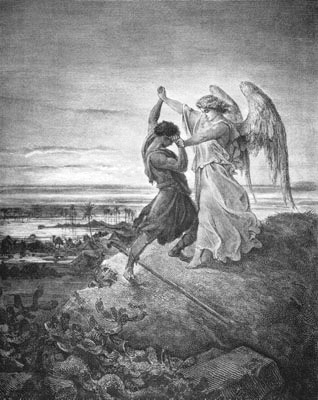
Jacó lutando com o anjo, de Gustave Doré (1832-1883)ː uma história judaico-cristã.

Tradição judaico-cristã ou somente judaico-cristianismo é um termo genérico usado para caracterizar o conjunto de crenças em comum do judaísmo e o cristianismo, bem como a herança das tradições judaicas herdadas pelos cristãos. Este termo é apropriado para caracterizar, como principal fonte doutrinária das crenças judaicas e cristãs, o conjunto de livros composto pelo Antigo Testamento e o Novo Testamento.

## Significados múltiplos
O termo tradição judaico-cristã, ou somente judaico-cristianismo, foi usado primeiramente pelo Oxford English Dictionary, edições de 1899 e 1910, respectivamente, ambas discutindo as origens do cristianismo. Portanto, "judaico-cristão" significaria as crenças cristãs primitivas, que seriam uma continuação do judaísmo pregado pelos judeus.
O significado atual foi usado pela primeira vez em 27 de julho de 1939 pela New English Weekly.
O termo ganhou popularidade mais particularmente na esfera política a partir das décadas de 1920 e 1930, promovido por grupos liberais, que evoluíram para a Conferência Nacional de cristãos e judeus, aliados na luta contra o antissemitismo por expressar uma ideia mais abrangente dos Estados Unidos do que a retórica anteriormente dominante da nação como um país especificamente cristão. Em 1952, o presidente eleito Dwight Eisenhower disse que o "conceito judaico-cristão" é a fé sobre a qual "o nosso (...) governo … é fundado ".

## Base de um conceito comum das duas religiões
Apoiantes do conceito judaico-cristão reivindicam que o cristianismo é o herdeiro do judaísmo, e que toda a lógica do cristianismo como religião baseia-se no fato de que ele foi construída sobre o judaísmo. A maior parte da Bíblia cristã é, na verdade, o Tanakh judaico, embora em ordem diferente, sendo utilizado como material de ensino moral e espiritual de todo o mundo cristão. Os profetas, patriarcas e heróis das escrituras judaicas são também conhecidos no cristianismo, que utilizam o texto judaico como base para a sua compreensão da história judaico-cristã e de figuras como Abraão, Elias e Moisés. Como resultado, grande parte dos ensinamentos judaicos e cristãos são baseados em um texto comum.

## Críticas
Dois livros notáveis abordaram as relações entre o judaísmo e o cristianismo contemporâneo, Where Judaism Differs, de Abba Hillel Silver, e Judaism and Christianity, de Leo Baeck, ambos motivados pelo desejo de esclarecer as relações inter-religiosas "em um mundo onde o termo judaico-cristão tinha obscurecido diferenças essenciais entre as duas religiões." Reagindo contra a ofuscação das diferenças teológicas, o rabino Eliezer Berkovits escreveu que "o judaísmo é judaísmo porque rejeita o cristianismo, e o cristianismo é cristianismo porque rejeita o judaísmo". O teólogo e romancista Arthur A. Cohen, em The Myth of the Judeo–Christian Tradition, questionou a validade teológica da herança judaico-cristã, e sugeriu que era essencialmente uma invenção das relações ecumênicas e políticas, enquanto Jacob Neusner, em Jews and Christians: The Myth of a Common Tradition, escreve que "as duas fés são direcionadas para pessoas diferentes falando sobre coisas diferentes (…)".
O professor de direito Stephen M. Feldman questiona a validade da tradição judaico-cristã:
 "Uma vez que se reconhece que o cristianismo tem historicamente enraizado o antissemitismo (...). Para os cristãos, o conceito de uma tradição judaico-cristã confortavelmente sugere que o judaísmo progride no cristianismo — que o judaísmo é algo concluído no cristianismo. O conceito de fluxos de tradição judaico-cristã a partir da teologia cristã ensina, que a Aliança Cristã (ou Testamento) com Deus substitui a Aliança judaica. O cristianismo, de acordo com este mito, reforma e substitui o judaísmo. O mito, portanto, implica, em primeiro lugar, que o judaísmo necessita de reforma e substituição, e, segundo, que o judaísmo moderno permanece apenas como uma "relíquia". O mais importante é que o mito da tradição judaico-cristã insidiosamente obscurece as diferenças reais e significativas entre o judaísmo e o cristianismo".

## Judaico-cristão-muçulmano
O filósofo esloveno Slavoj Zizek alegou que o termo judaico-muçulmano para descrever a cultura do Oriente Médio contra a cultura cristã ocidental seria mais adequado atualmente, afirmando que uma influência da cultura judaica no mundo ocidental foi minimizada devido à perseguição e à exclusão histórica da minoria judaica (embora haja também uma perspectiva diferente sobre a contribuição judaica e sua influência). O conceito de tradição Judaico-cristã-muçulmana refere-se, assim, às três principais religiões monoteístas, vulgarmente conhecidas como religiões abraâmicas. O intercâmbio formal entre as três religiões, modelado através do diálogo de intergrupos, tornou-se comum com a globalização.